# Junko Tabei
Junko Tabei (Miharu, Districte de Tamura, Prefectura de Fukushima, Japó, 22 de setembre de 1939 - Kawagoe, 20 d'octubre de 2016) va ser una muntanyenca japonesa que es va convertir en la primera dona que va arribar al cim de l'Everest el 16 de maig de 1975. El 1992, Tabei va ser la primera dona que va completar els Set Cims, que engloba les muntanyes més altes dels set continents.

## Biografia
Tabei va néixer a Miharu, a la prefectura de Fukushima, al 1939. Era la cinquena de set germans. Se la considerava una nena fràgil i feble; però, tot i això, va començar a escalar. Es va enamorar del muntanyisme quan, a l'edat de 10 anys, va ascendir a la muntanya Nasu, un volcà al nord del Japó. Aquesta experiència va canviar la seva vida per sempre. La seva família no tenia recursos econòmics per donar-li suport en aquest esport així que Junko va fer escalades aprofitant els seus anys a l'escola secundària.
Es va graduar a la Universitat per a Dones Showa en Literatura Anglesa. Allà es va unir al Club de Muntanya de la Universitat i va fundar el Club de Muntanya per a Dones del Japó el 1969. A la universitat es va trobar amb un grup d'estudiants homes que estaven en un club alpí, al qual anhelava unir-se. Després de graduar-se, Tabei va formar el Ladies Climbing Club: Japan (LCC) el 1969. El lema del club era "Anem a una expedició a l'estranger per nosaltres mateixes", i va ser el primer del seu tipus al Japó.
Més tard, Tabei va declarar que havia fundat el club per com havia estat tractada pels muntanyencs masculins de l'època; alguns homes, per exemple, es van negar a escalar amb ella, mentre que altres van pensar que només estava interessada a escalar com una forma de trobar marit.
Durant aquest temps, va pujar muntanyes com la Mont Fuji, al Japó, i el Cerví, als Alps suïssos. El 1972, Tabei era una alpinista reconeguda al Japó.

### 1975 expedició a l'Everest
El LCC d'Tabei tenia un equip conegut com l'Expedició japonesa a l'Everest per a dones (JWEE), encapçalada per Eiko Hisano, que intentaria aconseguir el cim de l'Everest. JWEE va comptar amb 15 membres, majoritàriament dones treballadores, incloses mestres, un programadora d'ordinadors i una consellera juvenil. Dues d'elles, inclosa Tabei, eren mares. Després que Tabei i Hiroko Hirakawa van aconseguir amb èxit el cim de l'Annapurna III el 19 de maig de 1970, LCC va decidir abordar la muntanya Everest.
Tabei va ajudar a trobar patrocinadors per a l'expedició, tot i que sovint li deien que les dones "haurien d'estar criant nens". Va poder obtenir finançament en l'últim moment del diari Yomiuri Shimbun i Nippon Television, però els membres del grup encara havien de pagar una quantitat gairebé igual al salari mitjà del Japó. Per estalviar diners, usarien seients d'automòbil reciclats per cosir bosses impermeables i guants. També van comprar plomes d'oca de la Xina i van fer els seus propis sacs de dormir.
Després d'un llarg període d'entrenament, l'equip va començar l'expedició a principis de 1975 quan van viatjar a Katmandú. Van usar la mateixa ruta per ascendir la muntanya que la que havien escollit Sir Edmund Hillary i Tenzing Norgay el 1953. A principis de maig, el grup estava acampant a 6.300 metres quan una allau va colpejar el seu campament. Les dones i les seves guies van quedar enterrades sota la neu. Tabei va perdre el coneixement durant aproximadament sis minuts fins que el seu guia xerpa la'n va treure. Dotze dies després de l'allau, el 16 de maig de 1975, amb el seu guia xerpa, Ang Tsering, Tabei es va convertir en la primera dona a arribar al cim del Everest.
Com a resultat del seu assoliment, Tabei va rebre missatges del Rei del Nepal i del govern japonès, es va fer una minisèrie de televisió sobre l'expedició i va recórrer el Japó explicant la seva experiència.

## Activitats posteriors

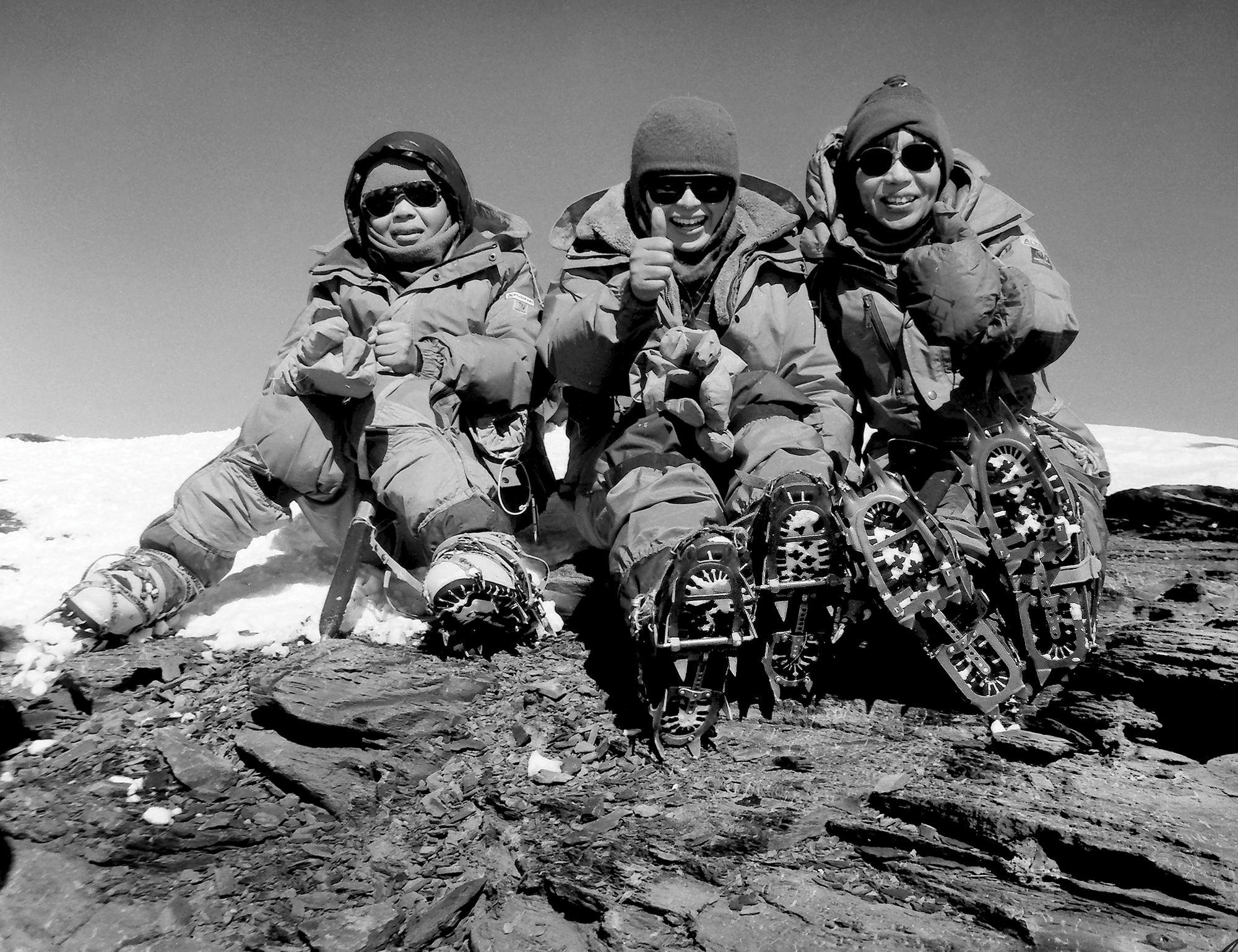
Junko Tabei al Pic Ismail Samani el 1985 junt amb altres dos muntanyencs japonesos i quatre estonians

A la temporada 1990-1991, Tabei va aconseguir el cim de la muntanya Vinson, la muntanya més alta de l'Antàrtida. El 28 de juny de 1992, va aconseguir el cim de Puncak Jaya a Indonèsia i, per tant, es va convertir en la primera dona en completar les Set Cims.
A més de la seva escalada, Tabei es va implicar en investigacions sobre medi ambient i ecologia; el 2000 va completar estudis de postgrau a la Universitat de Kyushu, dedicant-se a la degradació ambiental de l'Everest causada per les deixalles que hi deixaven els grups de escaladors. Tabei també va ser directora de l'Himalayan Adventure Trust of Japan, una organització que treballa a nivell mundial per preservar els entorns de muntanya. Un dels projectes del fideïcomís va ser construir un incinerador per cremar les escombraries dels escaladors. També va dirigir i va participar en escalades de "neteja" al Japó i a l'Himàlaia.

## Vida personal
Tabei es va casar amb Masanobu Tabei, un escalador que va conèixer mentre escalava al Japó el 1965. La parella va tenir dos fills: una filla, Noriko, i un fill, Shinya. Va ser diagnosticada amb càncer peritoneal el 2012, però ella va continuar amb moltes de les seves activitats de muntanyisme. Va morir en un hospital a Kawagoe el 20 d'octubre de 2016.

## Reconeixements
El 22 de setembre de 2019, Google va celebrar el 80 aniversari del seu naixement amb un Doodle. L'article adjunt li va donar l'eslògan de motivació: "No et rendeixis, segueix la cerca".